# Kunstverein Siegen
Der Kunstverein Siegen ist ein gemeinnütziger Verein mit rund 400 Mitgliedern in Siegen, der sich der Förderung und Vermittlung aktueller Entwicklungen in der zeitgenössischen Kunst verschrieben hat. Der Kunstverein organisiert Ausstellungen, Projekte im öffentlichen Raum, Künstlergespräche, Reisen und gibt Jahresgaben/Künstlereditionen heraus. Er ist Mitglied der Arbeitsgemeinschaft Deutscher Kunstvereine (ADKV).

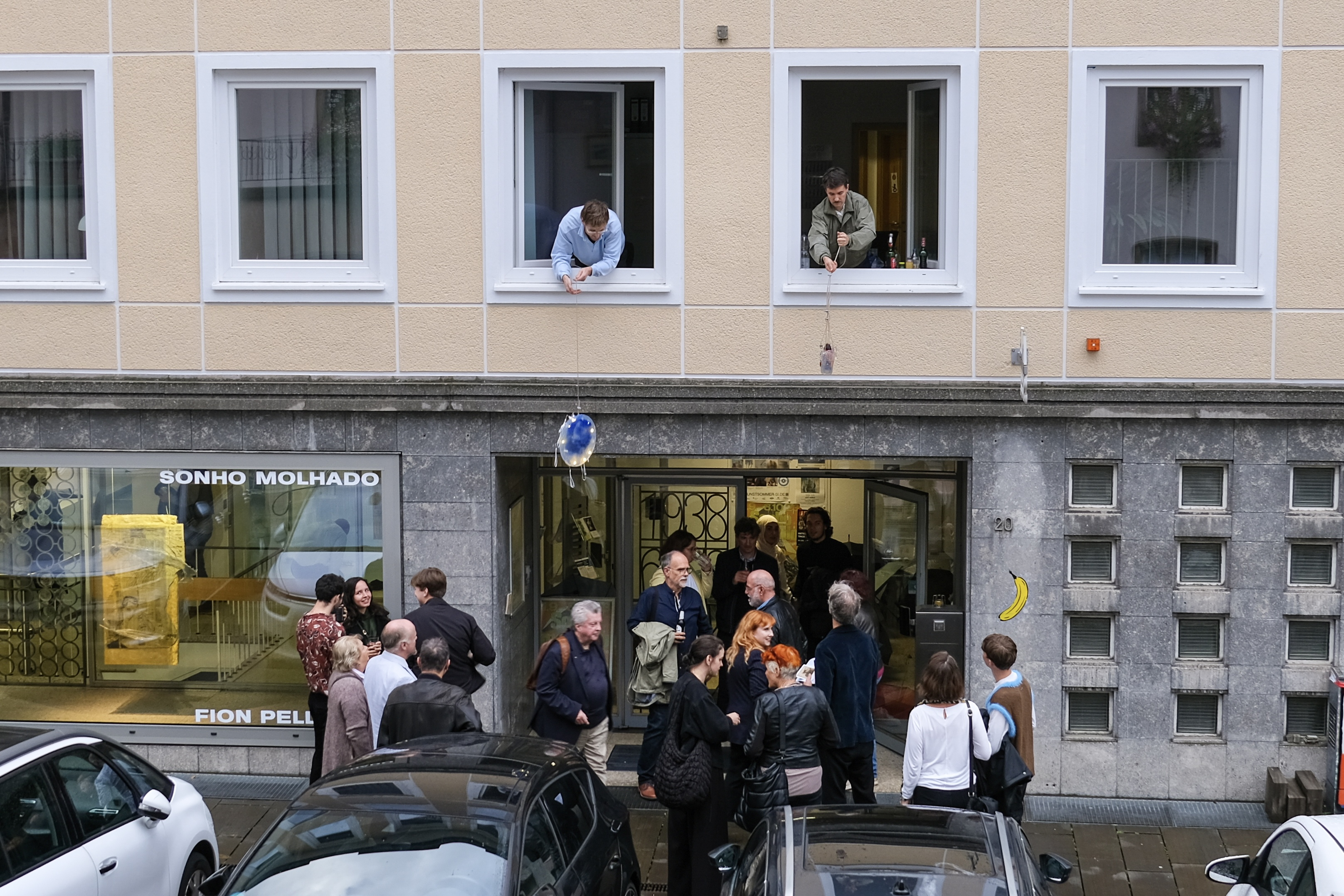
Fion Pellacini, Sonho Molhado, Kunstverein Siegen, 2023

## Gründungsgeschichte und Hintergrund
Der Kunstverein Siegen wurde 1980 von sieben Siegener Kunstinteressierten – drei Lehrern, einer Galeristin, einem Architekten, einem Künstler und einem Rechtsanwalt – gegründet (Margarete Suttner, Albrecht Thomas, Wolfgang Suttner, Magdalena Kaiser, Günter Hachenberg-Schulte, Uwe Pieper, Walter Wissfeld). Der Impuls zur Gründung des Siegener Kunstvereins speiste sich aus einem deutlich empfundenen Mangel an Plattformen für zeitgenössische Kunst in Siegen und Umgebung.
Trotz der Etablierung des renommierten Rubenspreises für europäische Malerei durch die Stadt Siegen im Jahr 1955, der alle fünf Jahre ein bedeutendes Kunstereignis darstellt, fehlte in Siegen lange Zeit eine kontinuierliche Auseinandersetzung mit zeitgenössischer Kunst. Erst durch die Gründung der Gesamthochschule Siegen im Jahr 1972, die 2003 zur Universität Siegen wurde, entstanden neue Impulse. Insbesondere die Fachbereiche Kunst (Lehramt) und Medienwissenschaft trugen Ideen und Dynamiken in die Stadt, die weiter gestärkt werden wollten. Erst viele Jahre später bereicherten das Apollo-Theater und das Museum für Gegenwartskunst die kulturelle Landschaft Siegens nachhaltig.

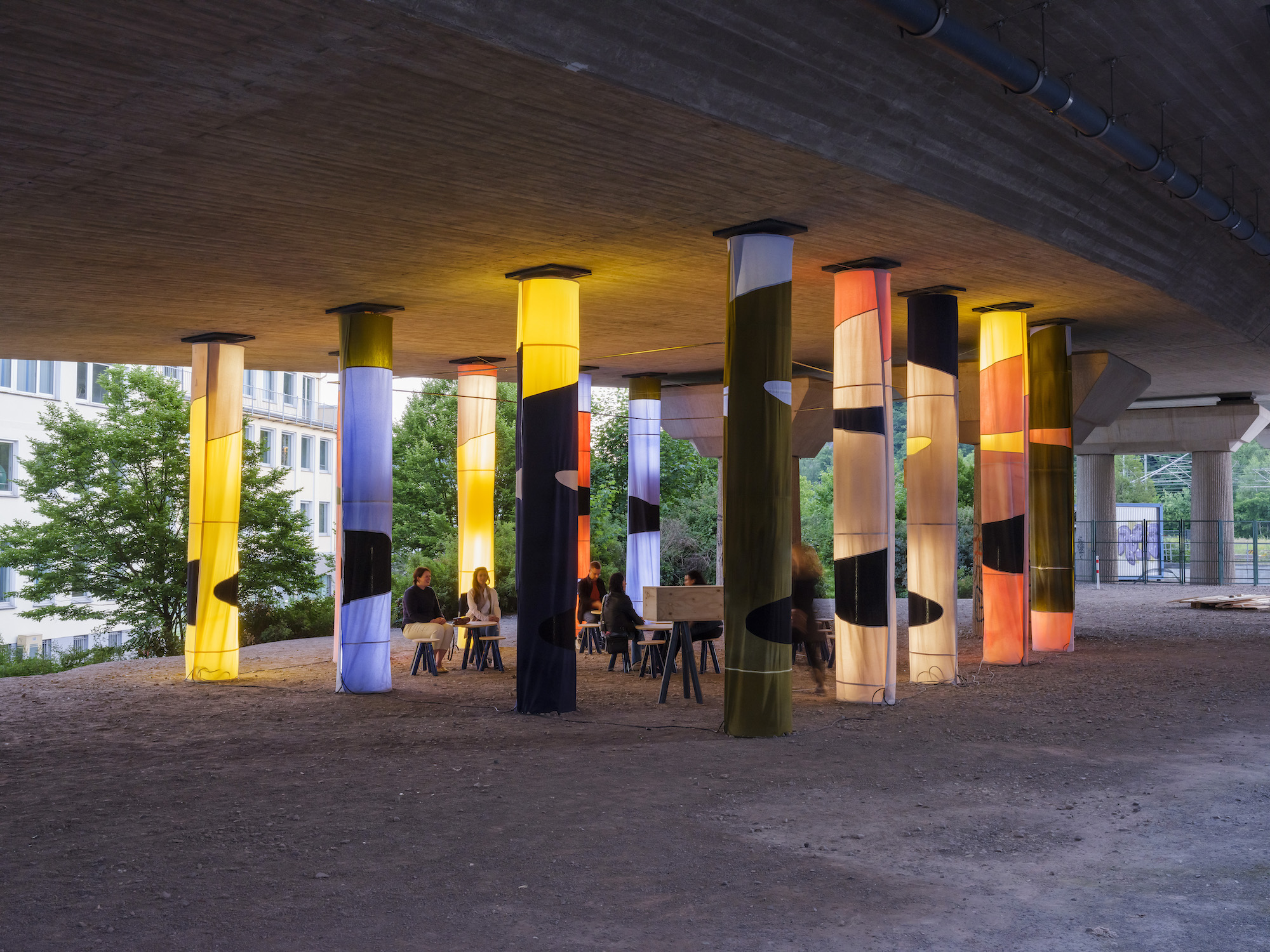
Installation im öffentlichen Raum: "Holy Temple of Siegen", Raumlaborberlin, 2022

## Konzept
Der Kunstverein verfügte nie über einen eigenen Ausstellungsraum, der kontinuierlich in Eigenregie bespielt werden konnte. Temporäre Ausstellungsorte waren die Villa Waldrich, das Haus Oranienstraße, das Haus Seel, das Museum für Gegenwartskunst. Gegenwärtig stellt der Kunstverein 26 Wochen lang im Haus Seel aus.
Seit 2020 konzentriert sich das Programm des Kunstvereins auf Öffnung, Verjüngung, Kritische Strategien zur Belebung und Wahrnehmung der Stadt, ergänzt durch Kooperationen mit der Universität Siegen. Neben den Ausstellungen im Haus Seel gibt es zunehmend Projekte im öffentlichen Raum, die vor allem mit performativen Formaten wie beispielsweise künstlerischen Stadtführungen und Bustouren experimentieren und damit auf urbane Gegebenheiten (Verödung der Innenstadt, Primat des Autoverkehrs, wirtschaftlicher Strukturwandel) kreativ reagieren.
Alle zwei Jahre wird in Kooperation mit der Sparkasse Siegen der Förderpreis "Junge Kunst" vergeben.
2023 und 2024 wurde der Kunstverein Siegen für den renommierten ADKV-Art Cologne Preis für Kunstvereine, 2024 für den Weststern Förderpreis für Kunstvereine nominiert.

## Organisation

### Geschäftsführung
- 1990–2020: Franz-Josef Weber, Geschäftsführung und Kunstvermittlung[14]
- seit 2020: Jennifer Cierlitza, Künstlerische Leitung und Geschäftsführung[15]

### Vorstandsvorsitz
- 1980–1990: Wolfgang Suttner[16]
- 1990–2020: Albrecht Thomas[17]
- 2020–2021: Andrea Freiberg[18]
- seit 2021: Eva Schmidt[19]